# Ранковий підйом (фільм, 1933)
«Ранковий підйом» (англ. Morning Glory) — американський драматичний фільм режисера Ловелла Шермана 1933 року. Кетрін Гепберн виграла свою першу премію «Оскар» за кращу жіночу роль у цьому фільмі.

## Сюжет
Єва Лавлейс, яка бажає стати актрисою, приїхала в Нью-Йорк з маленького містечка штату Вермонт, маючи при собі лише лист від Бернарда Шоу, в якому він пророкує їй велике майбутнє. Вона намагається потрапити на нью-йоркську сцену театру і при цьому налаштована рішуче і оптимістично.

## У ролях
- Кетрін Гепберн — Єва Лавлейс
- Дуглас Фербенкс-мололший — Джозеф Шерідан
- Мері Дункан — Ріта Вернон
- Дженева Мітчелл — Гвендолін Гілл
- Гелен Вейр — Неллі Наварре
- Адольф Менжу — Луїс Істон
- Сі Обрі Сміт — Роберт Гарлей
- Дон Альварадо — Пепі Велец
- Фред Сантлі — Вілл Сеймур
- Річард Карле — Генрі Лоуренс